# Dasybasis maletecta
Dasybasis maletecta är en tvåvingeart som först beskrevs av Jacques-Marie-Frangile Bigot 1892.  Dasybasis maletecta ingår i släktet Dasybasis och familjen bromsar. Inga underarter finns listade i Catalogue of Life.